# Maurice Auzeville
Maurice Auzeville (en catalan : Maurici Auzeville), né le 22 septembre 1926 à Salses (Pyrénées-Orientales) et mort le 29 janvier 2003 à Perpignan, est un chanteur d’opéra français.

## Biographie
Né en 1926 à Salses, Maurice Auzeville est le fils d'un habitant de Salses et d’une native de Castelló d'Empúries (Catalogne). Dans sa jeunesse, il travaille la terre avec ses parents en tant que vigneron. Mais dès lors qu’il effectue son service militaire et qu’il chante pour l’équipage, un officier découvre son talent et lui recommande d’en faire son métier. De retour à Salses, il travaille comme ouvrier agricole le jour et se perfectionne en chant lyrique le soir au conservatoire de Perpignan. Trois ans plus tard, il quitte son village de Salses pour se rendre à Paris où son objectif est d'entrer au conservatoire. Il y parvient et finit par concourir pour faire partie des chœurs de l'opéra Garnier. Le concours n'est pas des plus faciles mais il le réussit avec grand succès. En 1956, Maurice Auzeville entame ses premières répétitions et c'est ainsi que débute une carrière de vingt-cinq ans comme ténor. En 1961, avec les chœurs de l'opéra de Paris, il participe à une tournée qui le conduit jusqu'au Japon. Il fait donc partie des chœurs mais se produit également comme soliste dans de petits rôles comme en 1968 dans le rôle de Benvolio dans Roméo et Juliette de Charles Gounod. Auzeville chante sur les plus importantes scènes françaises telles que l'opéra de Lyon ainsi qu'à travers le monde partageant modestement la scène avec les plus grands de la chanson lyrique : Luciano Pavarotti, José Carreras, Maria Callas, etc.,
En 1976, dans le cadre d'une tournée de l'opéra, il participe à la célébration du bicentenaire de l'indépendance des États-Unis. Un an plus tard, avec des collègues des chœurs de l'opéra, il crée L'Ensemble Vocal Garnier. En 1982, il prend sa retraite, ce qui signifie pour lui retrouver sa terre catalane. Cependant, il s'échappe encore de temps en temps pour continuer à chanter sur scène ici et là.
Dans les années 1990, Maurice Auzeville manifeste l’envie de chanter en catalan, sa langue maternelle. Grâce à la Fédération Sardaniste du Roussillon, il réalise un de ses vieux rêves : chanter les plus grandes sardanes. Accompagné par la Cobla La Principal de la Bisbal, il enregistre des airs célèbres tels que Per tu ploro, Llevantina, La Santa Espina ou la Sardane du Souvenir de Max Havart,. Il enregistre également des chansons traditionnelles telles que Muntanyes del Canigó, l'Emigrant et El Cant dels Ocells,. Il revient parfois à Paris mais met un terme à sa carrière en 1995. Son dernier rôle est celui de l’aubergiste des Brigands de Jacques Offenbach à l'Opéra national des Pays-Bas à Amsterdam puis à l'Opéra Bastille à Paris,.

## Discographie
- 1954 - Chants traditionnels du Roussillon (Single 45t)
- 1960 - Maurice Auzeville de l'Opéra de Paris (Single 45t)
- 1977 - Noëls du monde entier (LP 33t, avec l'Ensemble Vocal Garnier)
- 1978 - Lettres de noblesse au folklore de France (LP 33t, avec l'Ensemble Vocal Garnier)
- 1978 - Les sucettes (Single 45t, avec l'Ensemble Vocal Garnier)
- 1982 - Auzeville de l'Opéra de Paris chante le Pays Catalan (Single 45t)
- 1990 - Sardanes cantades, Maurici Auzeville amb la Principal de la Bisbal (K7)
- 1994 - Maurici Auzeville, Cançons (K7)
- 1994 - Maurici Auzeville, Cançons i sardanes (CD)
- 1997 - Maurici Auzeville, L'Emigrant (K7 & CD)